# VO-språk
Inom lingvistik är ett VO-språk ett språk i vilket objektet vanligtvis kommer efter verbet. VO-språk utgör cirka 53% av alla dokumenterade språk.
Svenska är ett VO-språk, här jämfört med japanska, ett OV-språk
Svenska: Hunden jagade (verb) katten (objekt)
Japanska: Inu ga neko (objekt) o oikaketa (verb) [bokstavligen: "hunden katten jagade"]